# Канал (фільм, 1957)
«Канал» (пол. Kanał) — художній фільм польського режисера Анджея Вайди. Лауреат спеціального призу Каннського кінофестивалю 1957 року. Другий фільм з трилогії Вайди про Другу світову війну, куди також входять картини «Покоління» та «Попіл і діамант».
За свідченням Анджея Вайди, фільм був натхненний віршем польського поета Юзефа Щепанського «Czerwona zaraza» (Червона зараза).

## Сюжет
Фільм оповідає про трагічну долю групи бійців Армії Крайової під час Варшавського повстання 1944 року, яка намагається покинути центр Варшави через каналізаційні канали.

## В ролях
- Тереса Іжевська — зв'язкова «Маргаритка»
- Тадеуш Янчар — підхорунжий «Баркас»
- Венчислав Глинський — поручик «Скалка»
- Станіслав Мікульський — «Стрункий»
- Еміль Каревич — поручик «Розумний»
- Тереза Березовска — зв'язкова Галинка
- Тадеуш Гвяздовський — сержант «Милиця»
- Владек Шейбал — Міхал
- Ян Енглерт — «Зефір»
- Здзіслав Лесняк — «Маленький»
- Ева Вишневська
- Адам Павліковський
- Ришард Філіпський — (не вказаний в титрах).